# Domenico Benedetto Balsamo
Domenico Benedetto Balsamo OSB (* 31. Dezember 1759 in Messina, Königreich Sizilien; † 6. April 1844 in Monreale, Königreich beider Sizilien) war ein italienischer Ordensgeistlicher und römisch-katholischer Erzbischof von Monreale.

## Leben
Domenico Benedetto Balsamo trat in die Ordensgemeinschaft der Benediktiner ein und empfing am 27. März 1784 das Sakrament der Priesterweihe.
Am 16. Juli 1816 bestimmte König Ferdinand I. Balsamo zum Erzbischof von Monreale. Die Ernennung durch Papst Pius VII. erfolgte am 23. September desselben Jahres. Die Bischofsweihe spendete ihm am 29. September 1816 Tommaso Kardinal Arezzo; Mitkonsekratoren waren Candido Maria Frattini und Fabrizio Sceberras Testaferrata.